# Kooka
Kooka es un programa de escaneo, intuitivo, fácil de usar y de código abierto GNU/Linux que es distribuido bajo la Licencia Pública General (GPL) con excepciones.
Kooka es la aplicación de escaneo por elección del proyecto KDE y así es parte oficial de los paquetes gráficos de KDE.
Ayuda a manejar los más importantes parámetros de escaneo, encuentra el formato correcto de imagen para salvar y manejar las imágenes escaneadas. También ofrece soporte para diferentes módulos OCR. Libkscan, una parte autónoma de Kooka, provee un servicios de escanero para un fácil y consistente uso de todas las aplicaciones.